# Список правителів Бретані

Герб герцогів Бретонських, з 1312 року. Описується одним словом: Горностай.

Список монархів Бретані — середньовічної феодальної держави, утвореної на півострові Арморика бритами, яких було витіснено з Британії англосаксами.
Правителі Бретані у різні часи йменувалися «князями», королями, потім герцогами, графами та, врешті, знову герцогами Бретані й перами Франції.
У ранньому Середньовіччі існувала низка бретонських королівств і феодальних володінь, які були об'єднані під владою Номіное.

## Королі Бретані
- Жарнитін (814—818)[1]
- Морван (818)[1]
- Віомарк (822—825)[1]

## Перший герцог Бретані
- 845—851: Номіное.

## Королі Бретані
- 851—857: Еріспое, визнаний королем 851 року Карлом Лисим, син попереднього.
- 857—874: Саломон (бретонською Salaun), визнаний королем 868 року, син Ріваллона III, графа де Поер та сестри Номіное.

У 874 році Саломона було вбито Паскветеном, графом Ванна та Гурваном, графом Ренна й між ними у 874—876 роках спалахнула боротьба за владу. У 876—888 роках до боротьби за владу долучаються спадкоємці попередніх: Ален Великий, граф Ванна та Юдикаель, князь Поеру.
- 888—907: Ален I Великий, одноосібний король із близько 888 року.
- 908—913: Гурмаелон, граф Корнуольський у 907 році та принц-регент у 908 році.

## Під владою норманів
У 913—931 роках Бретань займають нормани під керівництвом Рагенольда (Рогнвальда), Фелекана та Інкона. У 931 році Ален Крива Борода та Юдикаель Беранже, граф де Ренн намагалися звільнити Бретань, але безуспішно.
У 931—937 роках Вільгельм Довгий Меч, герцог Нормандії, завойовує області Котантен і Авраншен та приймає титул герцога Бретонського.

## Герцоги Бретані

### Нантський дім
- 937—952: Ален II Крива Борода (910—952), герцог Бретані, онук за материнською лінією Алена I Великого.
- 952—бл. 958: Дрого (Дре), герцог Бретані під регентством свого дядька графа Блуа Тібо де Блуа, який доручає адміністративне врядування архієпископові Доля Вікоену, а також графа Ренна Юдікаеля (Юеля) Беранже та графа Анжуйського Фулька Доброго (чоловіка вдови Алена II). Син Алена II й Аделаїди де Блуа, сестри Тібо.
- 958—981: Гоель I, герцог Бретані та граф Нанта. Позашлюбний Син Алена II.
- 981—988: Ґуереш, герцог Бретані, граф Нанта та єпископ Нанта. Позашлюбний Син Алена II.
- 988—990: Ален (III), герцог Бретані і граф Нанта, син попереднього.

### Реннський дім
- 980—992: Конан I ле Торт, герцог Бретані та граф Ренна.
- 992—1008: Жоффруа I.
- 1008—1012: Гавіза Нормандська, дружина попереднього, вдова-герцогиня і регентша герцогства Бретонського за часів неповноліття свого сина Алена III.
- 1008—1040: Ален III, син Жоффруа I й Гавізи Нормандської.
- 1040—1047: Одо, граф Пент'єврський, регент герцогства Бретанського за часів малолітства свого племінника Конана II.
- 1040—1066: Конан II, син Алена III й Берти де Блуа, дочки графа Еда II де Блуа.

### Корнуайський дім
- 1066—1084: Гоель II Корнуайський, чоловік Гавуази, дочки Алена III й сестри Конана II. Герцог Бретані, граф Корнуая та Нанта.
- 1084—1112: Ален IV Фержен, син попередніх.
- 1112—1148: Конан III Гладкий, син попереднього.

Конан III позбавляє спадку свого Сина Гоеля III та призначає своїм наступником свого онука Конана IV під регентством свого зятя Еда (Еона) де Пороет. Гоель III оскаржує права на герцогство Бретонське у Конана IV й останній був змушений переховуватись в Англії. У 1156 році король Генріх II Англійський знову зводить на престол герцогства Бретонського Конана IV.
- 1148—1153: Гоель III, герцог (претендент) Бретані, потім тільки граф Нанта до 1156 року.
- 1148—1156: Берта I, донька Конана III та дружина Одо, віконта де Пороет з роду Роганів — герцог-регент герцогства Бретонського від імені своєї дружини,

### Дім де Пентьєвр

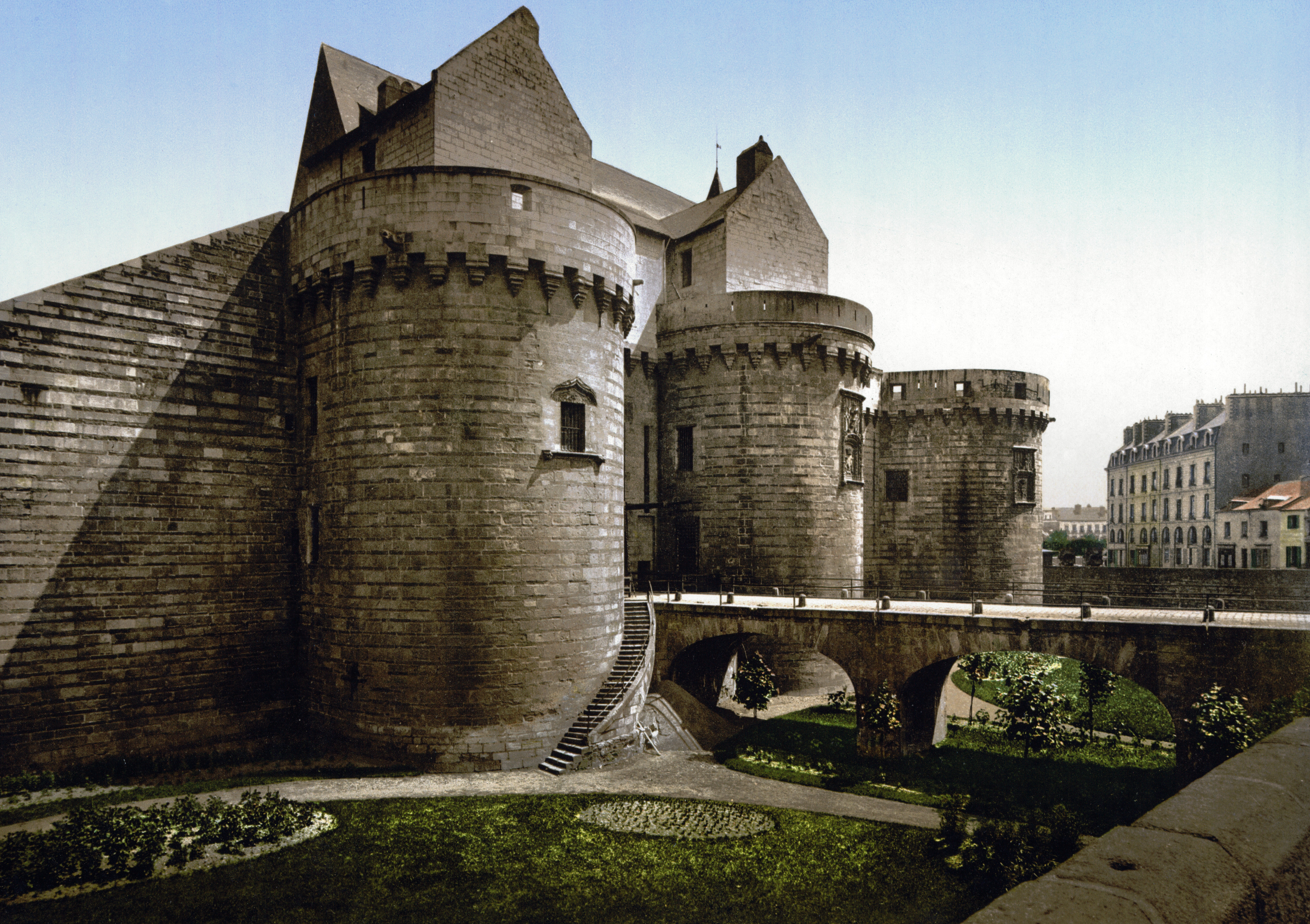
Замок бретонських герцогів. Нант

- 1156—1166: Конан IV, герцог Бретані. Як син свого батька Алена Чорного, графа де Рішмон, успадковує його титул і стає першим герцогом Бретонським, що носить титул графа де Рішмон (граф Річмонд, в Англії).
- 1166—1201: Констанція I, герцогиня Бретонська і графиня де Рішмон, дочка Конана IV й Маргарити, онуки короля Давида I Святого Шотландського. Змушена була вийти заміж за сина короля Генріха II Англійського, Жоффруа II Плантагенета. Згодом іще двічі була одружена з Ранульфом де Блондевіль, графом Честера й Гі де Туаром. Мати герцога Артура I й герцогині Алікс.
- 1201—1203: Артур I, син Констанції I.

### Дім де Туар
- 1203—1213: Гі Туар (принц Туару), опікун герцогства Бретонського в період неповноліття своєї дочки Аліси, третій чоловік герцогині Констанції.
- 1203—1221: Аліса I, герцогиня Бретонська, наречена Генріха II, графа де Пентьєвра, потім дружина П'єра де Дре.

### Дім де Дре (Капетинги)
- 1213—1237: П'єр I Моклерк (1191—1250), граф де Дре, правитель герцогства Бретонського, спершу як співправитель своєї дружини Аліси, а потім як регент при своєму синові Жанові I Рудому в період його дитинства. Походив із молодшої лінії Капетингського дому.
- 1221—1286: Жан I (1217—1286), герцог Бретонський.
- 1286—1305: Жан II (1240—1305), 1-й герцог і пер Франції з вересня 1297 року.
- 1305—1312: Артур II (1262—1312), герцог Бретонський.
- 1312—1341: Жан III (1286—1341), герцог Бретонський.

## Війна за бретонську спадщину
| - 1341—1365: Жанна I де Пент'євр, графиня де Пент'євр та її чоловік Карл I Блаженний (1319—1364) | - 1341—1365: Жанна I де Пент'євр, графиня де Пент'євр та її чоловік Карл I Блаженний (1319—1364) | - 1341—1365: Жанна I де Пент'євр, графиня де Пент'євр та її чоловік Карл I Блаженний (1319—1364) |  | - 1341—1345: Жан (IV) (1294—1345), граф де Монфор-л'Аморі - 1345—1399: Жан IV (V), граф де Монфор-л'Аморі | - 1341—1345: Жан (IV) (1294—1345), граф де Монфор-л'Аморі - 1345—1399: Жан IV (V), граф де Монфор-л'Аморі |

Війна почалася між Жанною де Пент'євр, яку представляв чоловік Карл де Блуа, і його дядьком Жаном де Монфором, а згодом сином останнього, майбутнім Жаном IV. У 1365 році Жанна де Пент'євр за домовленістю в Геранді відмовилася від прав на герцогство Бретань на користь Жана IV.

### Дім де Монфор (Капетинги)
- 1364—1399: Жан IV (V) (бл. 1340—1399), також граф де Монфор-л'Аморі.
- 1399—1442: Жан V (VI) (1389—1442), також граф де Монфор-л'Аморі.
- 1442—1450: Франциск I (1414—1450), також граф де Монфор-л'Аморі.

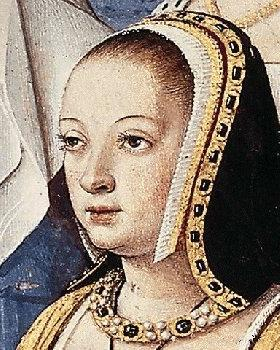
Герцогиня Анна

- 1450—1457: П'єр II (1418—1457), також граф де Гінгам.
- 1457—1458: Артур III (1393—1457), також відомий як Конетабль де Рішмон, також граф де Рішмон, конетабль Франції.
- 1458—1488: Франциск II (1435—1488), також граф д'Етамп.
- 1488—1514: Анна I (1477—1514), також королева Римлян та ерцгерцогиня Австрійська за шлюбом з Максиміліаном Габсбургом; потім королева Франції, Сицилії та Єрусалима за шлюбом з Карлом VIII; потім королева Франції й герцогиня Мілана за шлюбом з Людовіком XII.

### Орлеанська лінія домуВалуа(Капетинги)

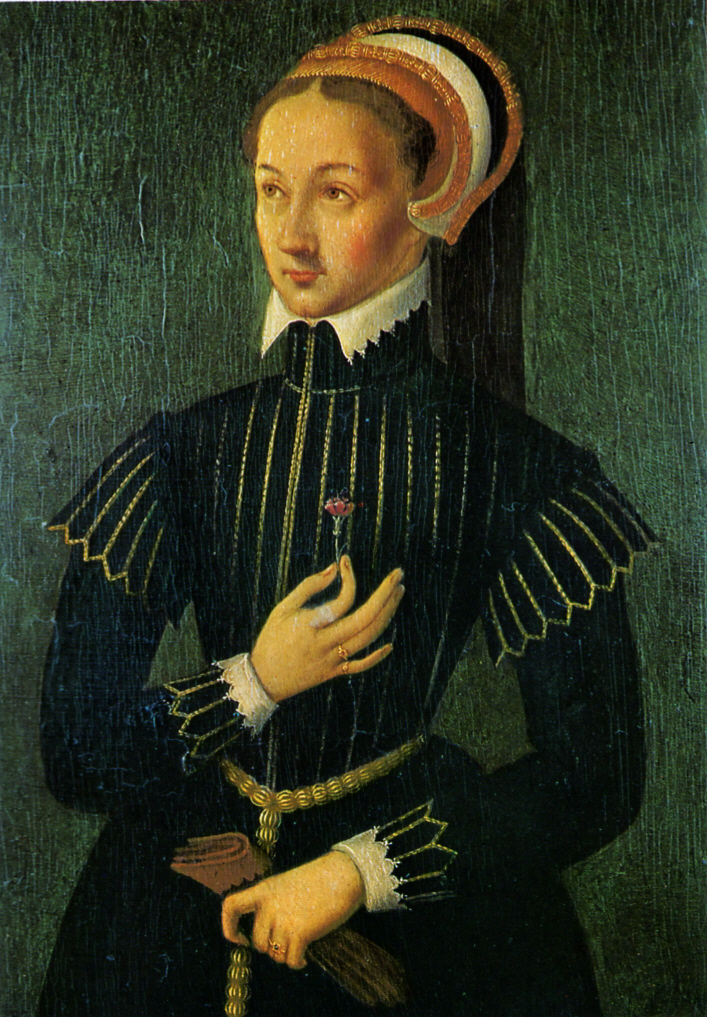
Герцогиня Клод

- 1514—1524: Клавдія Ι (1499—1524), також королева Франції, герцогиня Мілана, графиня Суассона, Блуа, Кусі, Етампа й Монфора.

### Ангулемська лінія домуВалуа(Капетинги)
- 1524—1536: Франциск IΙΙ (1518—1536), дофін Франції, старший син короля Франциска I і Клод Французької. Його батько, король Франциск I, віддав йому герцогство на правах узуфруктарія.
- 1536—1559: Генріх Ι (1519—1559), дофін Франції, молодший син короля Франциска I та Клод Французької. Титулувався герцогом Бретонським, хоч і не був коронований у Ренні. У 1547 році зійшов на престол Франції під ім'ям Генріха II.
- 1544—1559: Франциск ΙV (1544—1560), титулярний герцог Бретонський, також король Франції.

Після едикту про об'єднання Бретані з Францією 1532 року, жителі Нанта, приймаючи у своєму місті французького монарха, кричали: «Хай живе Герцог!».

## Омаж
Починаючи з герцога Жоффруа II, герцоги Бретані складали омаж королю Франції за свій лен, герцогство Бретань. Після герцога Жана IV, герцоги Бретані почали складати простий омаж, попри неодноразові виклики до двору Франції.
Окрім того, герцоги Бретонські складали омаж за інші землі, якими володіли:
- королю Англії — за графство Рішмон/Річмонд;
- королю Франції:
  - за віконтство Лімож (герцоги Артур II і Карл де Блуа);
  - за графство Монфор-л'Аморі (після герцога Жана IV).

## Претенденти на трон герцогства Бретонського
- 1420: Олів'є де Блуа-Бретань (пом. 1434), граф де Пентьєвр, син Жана де Блуа й Маргарити де Кліссон; онук герцогині Жанни (Жанна де Пент'євр) і Карла де Блуа.
- 1488…: Карл VIII, король Франції. У 1480 році його батько, король Людовік XI, купив за 50 тисяч ліврів династичні права на герцогство Бретань у Ніколь де Блуа-Бретань, графині де Пентьєвр, яка була спадкоємицею попереднього.
- 1488…: Жан II, віконт де Роган, за шлюбом з Марією Бретонською, дочкою герцога Франциска I. Незважаючи на угоду в Геранді, яка виключала жінок зі спадкування за наявності чоловічих представників роду, Жан II де Роган претендував на трон герцогства, поки король Карл VIII не заборонив йому цього.
- 1488…: Жан де Шалон (1443—1502), принц Оранський. Як син Катерини Бретонської, рідної сестри останнього герцога Франциска II, його права на герцогство Бретонське, відповідно до бретонських законів, виглядали найприйнятнішими. Тим не менше, Жан де Шалон офіційно не висував претензії на корону герцогства Бретань та відмовився від своїх прав на користь Карла VIII.
- 1590—98: Ізабелла (1566—1633), інфанта Іспанська. Старша дочка короля Філіпа II Іспанського та Єлизавети Валуа, принцеси Французької (старшої дочки Генріха II), успадкувала права на престол герцогства Бретонського. Відмовляючись визнавати едикт про об'єднання Бретані та Франції (1532), Філіп II відрядив війська до Бретані, аби підтримати права своєї «герцогині Ізабелли».
- 1590—98: Філіп-Емануель Лотаринзький (1558—1602), герцог де Меркер, губернатор Бретані й чоловік Марії Люксембурзької, графині де Пентьєвр (претендент за фактом).

## Титулярні герцоги Бретонські
- 1704—1705: Людовік I Французький (1704—1705), правнук короля Людовіка XIV. Отримав титул герцога Бретонського при народженні від свого прадіда, прожив тільки 9 місяців.
- 1707—1712: Людовік II Французький (1707—1712), брат попереднього. Отримав титул герцога Бретонського при народженні від свого прадіда, потім після смерті свого батька, Людовіка (1682—1712), став дофіном Франції.
- 1973—1984: Франциск VI де Бурбон (1972—1984), спадкоємець трону Франції, син Альфонсо де Бурбона, «герцога Анжуйського та Кадикського», претендента на трон Франції. Отримав титул герцога Бретонського від свого діда, Гайме Енріке де Бурбона 13 жовтня 1973 року. По смерті діда 1975 року, Франциско отримав титул «герцога де Бурбона».